# Andronikos (Seleukidenreich)
Andronikos († um 170 v. Chr.) war ein im frühen 2. Jahrhundert v. Chr. lebender hoher Funktionär im Seleukidenreich.
Andronikos tötete 170 v. Chr. im Auftrag des Seleukidenherrschers Antiochos IV. dessen minderjährigen Neffen und Mitregenten Antiochos, der ein Sohn des Seleukos IV. war. Nach der im 2. Buch der Makkabäer vorliegenden Überlieferung über den Tod des entmachteten jüdischen Hohepriesters Onias III. wurde Andronikos im gleichen Jahr von Antiochos IV., als dieser einen Feldzug gegen die aufständischen Kilikier unternahm, als dessen Stellvertreter in Antiochia eingesetzt. Danach war er Kommandeur in Samaria. Der amtierende, proseleukidisch gesinnte jüdische Hohepriester Menelaos bestach Andronikos, ihm bei der Beseitigung des exilierten Hohepriesters Onias III. zu helfen. Daraufhin wurde der in ein Asyl bei Daphne nahe Antiochia geflüchtete Onias III. auf Betreiben des Andronikos umgebracht. Nach seiner Rückkehr vom Feldzug verhängte Antiochos IV. über Andronikos für diese Tat die Todesstrafe. Vielleicht war aber das wahre Motiv des Antiochos IV. für den Hinrichtungsbefehl, dass er Andronikos als unliebsamen Mitwisser seines Verwandtenmordes beseitigen wollte.